# Étudiants démocrates européens
Pour les articles homonymes, voir EDS.

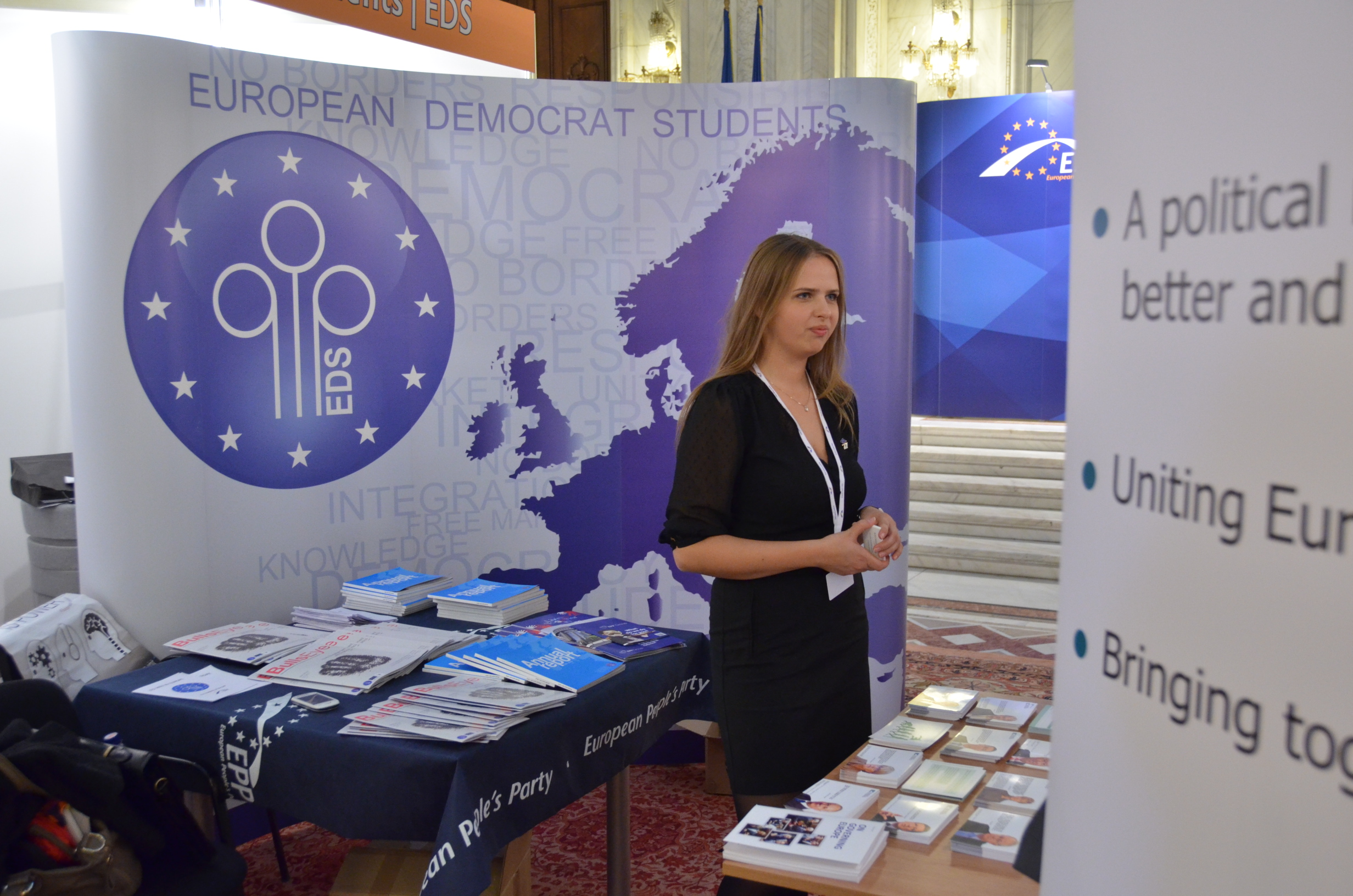
congrès des Étudiants démocrates européens

Les Étudiants démocrates européens (European Democrat Students en anglais, EDS) est une organisation européenne étudiante. Elle est une organisation étudiante associé au Parti populaire européen (PPE), bien que ses membres ne soient pas obligatoirement affiliés au PPE.
Elle regroupe les partis, syndicats et associations étudiantes de centre droit ou de droite d’inspiration démocrate chrétienne et libérale-conservatrice.
L’organisation a été fondée à Vienne par des étudiants scandinaves, allemands et autrichien en 1961. Aujourd’hui, l’organisation est considérée comme la plus grande organisation de jeunesse en Europe, car elle regroupe plus de 1 600 000 étudiants provenant de 40 organisations membres de 35 pays d’Europe.
Son objectif est de promouvoir une Europe libre, démocratique et unie à travers la mobilité des étudiants et des politiques éducatives globales à travers le continent.

## Histoire
En juillet et août 1958, un groupe d’étudiants suédois, membres de la ligue étudiante conservatrice de Suède voyagent à Vienne, Prague et Berlin. La réunion fondatrice a eu lieu à Berlin où les étudiants suédois ont assisté à la réunion annuelle de RCDS. Cette coopération bilatérale s'élargit rapidement à une coopération multilatérale avec les organisations étudiantes du Royaume-Uni et du reste de la Scandinavie.
Les tensions politiques en Europe augmentent, l’Allemagne se divise et les organisations communistes gagnent de l’ampleur à travers le continent. Les organisations étudiantes de droite voient une coopération internationale comme nécessaire pour défendre la liberté. La nécessité d’une coopération internationale devient évidente quand l’organisation des étudiants communiste organise l’événement « 7e festival mondial de la jeunesse » à Vienne en 1959. Les étudiants de droite établissent la première organisation internationale d’étudiants de centre-droit en Europe « Action Committee New Life » (Arbeitsgemeinschaft Neues Leben). Elle décide de distribuer des épinglettes avec le texte « Souvenez-vous de la Hongrie 1956 ! »
L’organisation évolue rapidement et devient les conférences internationales des étudiants (International Student Conferences), dont la première a lieu à Copenhague et Stockholm en 1960. Le prédécesseur de EDS est fondé lors de la troisième conférence à Vienne en 1961, l’Internationale des étudiants démocrates-chrétiens et conservateurs. Jusqu’en 1970, 15 conférences couvrant des sujets différents de la politique sont organisées. L’organisation a soutenu l’intégration européenne et les programmes de mobilité des étudiants, elle se considére comme le « premier combattant d’avant-garde pour la protection des principes de la liberté et de l’individualisme ». Les membres-fondateurs sont Freie Österreischische Studentenschaft (Autriche), les Étudiants Conservateurs (Danemark), l’Association des étudiants démocrates-chrétiens (Allemagne de l’Ouest), la Ligue des étudiants du parti conservateur (Norvège) et la Confédération des étudiants suédois conservateurs et libéraux (FMFS). Peu de temps après l’organisation s'agrandit en accueillant la Fédération des associations universitaires conservatrices et unionistes (Royaume-Uni) en 1961 et ESC (Belgique) en 1962. 
Le nom actuel de l’organisation, qui a été proposé par Carl Bildt, est adopté en 1975. 
En 1997, EDS devient officiellement l’organisation étudiante du Parti Populaire Européen (PPE). L’organisation tient le statut de membre titulaire au Forum Européen de la Jeunesse (YFJ), à l’Union internationale des Jeunes Démocrates (IYDU) et à l’Institut Robert Schuman. Considérée comme une ONG du Conseil de l'Europe, l'EDS est aussi un partenaire de l'UNESCO depuis 1997 et de l'OSCE depuis 1999
Chaque année, l’organisation organise des « universités » d’été et d’hiver, en plus de plusieurs séminaires réunissant des étudiants venant de différents pays européens partageant les mêmes idées à débattre et former la politique européenne. 
En 2011, l’organisation a célébré ses 50 ans à Bruxelles et à Vienne. Des centaines de membres sont venues célébrer EDS, des anciens membres, politiciens et partenaires. 
En 2017, l’organisation adopte une vision plus large du monde en introduisant sa première mission d’étude organisée en Amérique latine (Caja Política). Une deuxième mission est tenue en 2019 à Guayaquil et Quito (Équateur) et les représentants du bureau et des organisations membres sont réunis avec des jeunes dirigeants d’une douzaine de pays d’Amérique latine. EDS est donc la première organisation européenne qui est active en Europe, en Amérique latine et au Moyen-Orient.

## Présidents
- 1962–1964: Carl-Henrik Winquist (Suède)
- 1964–1966: Dieter Ibielski (Allemagne)
- 1966–1968: Reginald E. Simmerson (Royaume-Uni)
- 1968–1970: Heikki S. von Hertzen (Finland)
- 1970–1971: Ian Taylor (Royaume-Uni)
- 1971–1972: Finn Braagaard (Danmark)
- 1972–1974: Tom Spencer (Royaume-Uni)
- 1974–1976: Carl Bildt (Suède)
- 1976–1978: Scott Hamilton (Royaume-Uni)
- 1978–1979: Pierre Moinet (France)
- 1979–1981: Lars Eskeland (Norvège)
- 1981–1982: Per Heister (Suède)
- 1982–1984: Knut Olav Nesse (Norvège)
- 1984–1985: Daniel Bischof (Suisse)
- 1985–1986: George Anagnostakos (Grèce)
- 1986–1988: Mattias Bengtsson (Suède)
- 1988–1989: Bettina Machaczek (Allemagne)
- 1989–1991: Stavros Papastavrou (Grèce)
- 1991–1993: Laura de Esteban (Espagne)
- 1993–1994: Tim Arnold (Allemagne)
- 1994–1995: Fredrik Johansson (Suède)
- 1995–1996: Andrew Reid (Royaume-Uni)
- 1996–1998: Günther Fehlinger (Autriche)
- 1998–1999: Michalis Peglis (Grèce)
- 1999–2000: Ukko Metsola (Finlande)
- 2000–2001: Gustav Casparsson (Suède)
- 2001–2003: Jacob Lund Nielsen (Danmark)
- 2003–2005: Alexandros Sinka (Chypre)
- 2005–2006: Sven Henrik Häseker (Allemagne)
- 2006–2008: Ana Filipa Janine (Portugal)
- 2008–2009: Thomas Uhlen (Allemagne)
- 2009–2011: Bence Bauer (Hongrie)
- 2011–2013: Juraj Antal (la Slovaquie)
- 2013–2015: Eva Majewski (Allemagne)
- 2015–2017: Georgios Chatzigeorgiou (Chypre)
- 2017-2019: Virgilio Falco (Italie)
- Depuis 2019: Carlo Angrisano Girauta (Espagne)

## Membres
Au sein de l’organisation il existe 4 catégories qui différencie les organisations membres: les membres à part entière, les observateurs, ainsi que les membres affiliés et associés. 
Membres à part entière (membres fondateurs en gras) :
- Autriche : AktionsGemeinschaft
- Albanie : Forumi Rinor i Partise Demokratike
- Belgique : Etudiants Démocrates Humanistes
- Belgique : Christen Democratische Studenten
- Bosnie Herzégovine : Youth Association of the Party of Democratic Action
- Bulgarie : Federation of Independent Student Societies
- Bulgarie : Млади Граждани за Европейско Развитие на България (МГЕРБ)
- Croatie : University Organisation of the Croatian Peasant Party
- Chypre : FPK Protoporia
- Danemark : Conservative Students
- Estonie : Union of Pro Patria and Res Publica Youth
- Finlande : Student Union of National Coalition Party Tuhatkunta
- France : Union nationale inter-universitaire
- Géorgie : Young Student Organization Graali
- Géorgie : UYNM
- Allemagne : Ring Christlich-Demokratischer Studenten
- Grèce : Dimokratiki Ananeotiki Protoporia – Nea Dimokratiki Foititiki Kinissi
- Hongrie : Fidelitas
- Italie : StudiCentro
- Italie : Nuovo Centrodestra
- Lituanie : Young Conservative League
- Macédoine du Nord : Youth Forces Union of VMRO-DPMNE
- Malte : Studenti Demokristjani Maltin
- Moldavie : Youth of the Liberal Democratic Party of Moldova
- Norvège : Students' League of the Conservative Party
- Pologne : Stowarzyszenie „Młodzi Demokraci”
- Roumanie : Liberal Student Clubs
- Roumanie : Hungarian Romanian Christian-Democrat Students of Romania
- Slovaquie : Občiansko Demokratická Mládež
- Slovenie : Slovenian Academic Union
- Espagne : New Generations of the People's Party of Spain
- Suède : Confederation of Swedish Conservative and Liberal Students
- Ukraine : Ukrainian Students Association
- Ukraine : Youth of Petro Poroshenko Bloc
- Royaume-Uni : Young Conservative Europe Group

Membres affiliés :
- Arménie : Youth of the Republican Party of Armenia
- Liban : Lebanese Forces Students Association

Membres observateurs :
- Biélorussie : Belarusian Student Network
- Moldavie : Tinerii Partidului Popular European din Moldova

Membre associé:
- République Tchèque : Young Conservatives (Czech Republic)

## Bullseye magazine
Dès 1977, l’organisation lance son journal, Taurus. Celui-ci est toujours en activité, mais en 1997, il change de nom est devient BullsEye. Chaque réunion du conseil est accompagnée avec un numéro du magazine. L’équipe éditoriale s'agrandit d’année en année, et en 2019, elle atteint le plus grand nombre de candidats. 